# Mircea Dușa
Mircea Dușa, né le 1er avril 1955 à Toplița (Roumanie) et mort le 19 décembre 2022 à Târgu Mureș (Roumanie), est un homme politique roumain membre du Parti social-démocrate (PSD). 
Il est ministre de la Défense de décembre 2012 à novembre 2015.

## Biographie

### Des débuts politiques sous le socialisme
Mircea Dușa termine ses études secondaires en 1974 et accomplit pendant deux ans son service militaire. En 1976, il adhère au Parti communiste roumain (PCR) et devient fonctionnaire auprès du Conseil populaire de la ville de Toplița. Il suit entre 1983 et 1988 une formation en sciences économiques à l'Institut pour la formation de cadres dans les problèmes de direction socio-politiques. Il est élu au conseil de sa ville en 1986 et exerce les fonctions de vice-président.

### Une carrière d'abord locale
Après la chute du communisme, Mircea Dușa est réélu au conseil municipal de Toplița en 1990 et investi au poste de maire adjoint. En 1996 il rejoint le Parti social-démocrate (PSD) et il devient maire de la ville. Il le demeure jusqu'à nomination en 2001 au poste de préfet du județ de Harghita.

### Un cadre du Parlement roumain
Lors des élections législatives du 28 novembre 2004, Mircea Dușa est élu à la Chambre des députés. À l'ouverture de la législature, il se voit désigné vice-président de la commission de l'Administration publique, de l'Aménagement du territoire et de l'Équilibre écologique. Il est reconduit à la suite de sa réélection au cours des élections législatives du 30 novembre 2008.
En février 2010, il est choisi comme nouveau vice-président de la Chambre des députés et abandonne ses fonctions au sein de la commission parlementaire. Il renonce cependant à ce poste dès le mois de septembre suivant, pour prendre la direction du groupe social-démocrate.

### Ministre de Victor Ponta
Mircea Dușa est nommé ministre pour les Relations avec le Parlement dans le premier gouvernement du social-démocrate Victor Ponta le 7 mai 2012. Deux jours après le remaniement du 6 août 2012, il prend le poste de ministre de l'Administration et de l'Intérieur. Le 21 décembre 2012, à la formation du gouvernement Ponta II, il devient ministre de la Défense nationale, une responsabilité qu'il conserve le 4 mars 2014 dans le gouvernement Ponta III et le 14 décembre 2014 dans le gouvernement Ponta IV.
Le 4 novembre 2015, Victor Ponta propose au président Klaus Iohannis de le nommer Premier ministre de Roumanie par intérim quelques heures après qu'il a annoncé sa démission du fait d'importantes manifestations contre la corruption. Le choix du président se porte finalement sur le ministre de l'Éducation, Sorin Cîmpeanu.

### Vie privée
Mircea Dușa est marié et père de deux enfants.